# Tillandsia quaquaflorifera
Tillandsia quaquaflorifera là một loài thuộc chi Tillandsia. Đây là loài đặc hữu của México.